# Parafia św. Mikołaja w Białymstoku
 Parafia katedralna św. Mikołaja – parafia prawosławna w Białymstoku, w dekanacie Białystok należącym do diecezji białostocko-gdańskiej.
Na terenie parafii funkcjonują 3 cerkwie i 1 kaplica:
- sobór św. Mikołaja w Białymstoku – parafialna i jednocześnie katedralna
- cerkiew św. Eufrozyny Połockiej w Białymstoku – cmentarna (Leśna Dolina)
- cerkiew św. Marii Magdaleny w Białymstoku – akademicka[2]
- kaplica Świętych Cyryla i Metodego w Niepublicznej Szkole Podstawowej im. Świętych Cyryla i Metodego w Białymstoku (ulica Ludwika Waryńskiego 30)[3]

## Historia

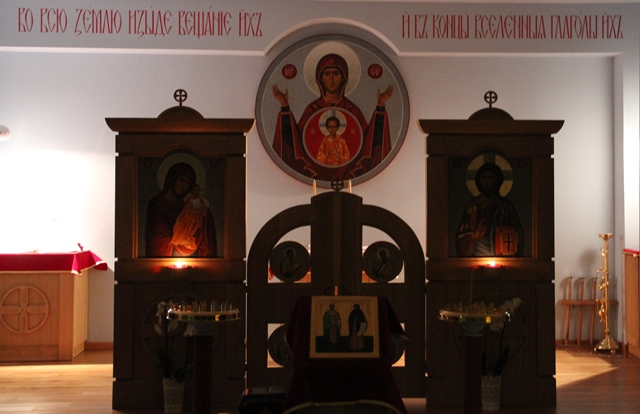
Kaplica Świętych Cyryla i Metodego w Niepublicznej Szkole Podstawowej im. Świętych Cyryla i Metodego

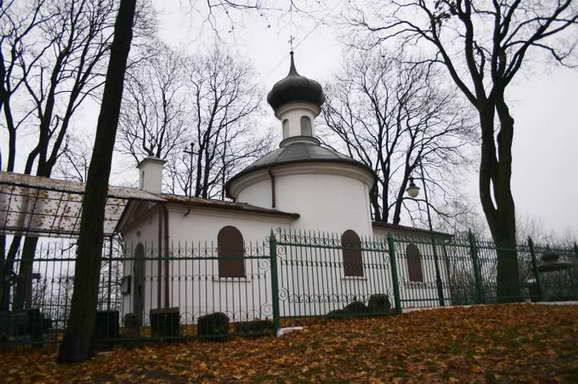
Cerkiew filialna św. Marii Magdaleny

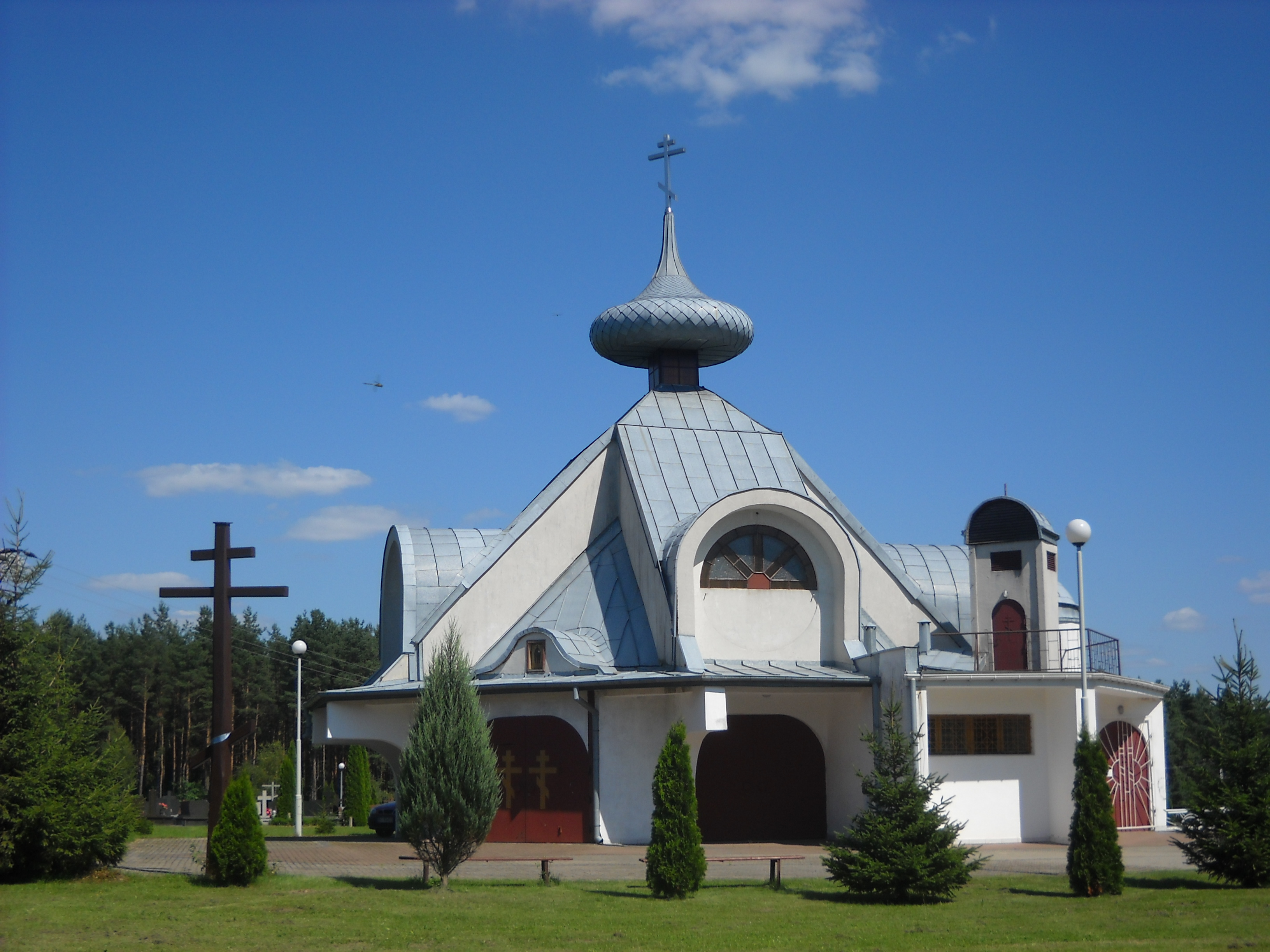
Cerkiew św. Eufrozyny Połockiej na cmentarzu parafialnym na Leśnej Dolinie

Początki dzisiejszej parafii św. Mikołaja sięgają XVIII wieku. W 1727 w centrum Białegostoku, na wschód od dzisiejszego soboru katedralnego, wzniesiono drewnianą 3-kopułową cerkiew pod wezwaniem św. Mikołaja, podlegającą parafii św. Eliasza w Dojlidach. W 1830 erygowano samodzielną parafię, której pierwszą siedzibą była cerkiew św. Aleksandra Newskiego, urządzona w tym samym roku w kaplicy Pałacu Branickich.
Po rezygnacji z przekształcenia pałacu w carską rezydencję, podjęto decyzję o budowie wolno stojącej, murowanej cerkwi pod wezwaniem patrona parafii – św. Mikołaja. Cerkiew św. Aleksandra Newskiego miała pełnić odtąd tylko funkcję wewnętrznej świątyni pałacu (w którym urządzono Instytut Dobrze Urodzonych Panien). XVIII-wieczną drewnianą cerkiew św. Mikołaja rozebrano ze względu na jej szczupłość i zły stan techniczny. Nową świątynię parafialną wzniesiono w latach 1843–1846.  
Decyzją Jego Ekscelencji, Arcybiskupa Białostockiego i Gdańskiego Sawy, w 1983 wyłączono z parafii św. Mikołaja nowe parafie: Świętego Ducha na Antoniuku, Wszystkich Świętych na Wygodzie a później Hagia Sophia na Jaroszówce, Zmartwychwstania Pańskiego na Słonecznym Stoku oraz św. Jerzego na Nowym Mieście.
Doniosłym wydarzeniem dla parafii była wizyta w 1987 Jego Świątobliwości Patriarchy Ekumenicznego Konstantynopola Dimitriosa I oraz w 1991 Papieża Jana Pawła II. W 1988 w soborze św. Mikołaja odbyły się główne uroczystości liturgiczne związane z obchodami w Polsce Tysiąclecia Chrztu Rusi.
W latach 1990–1993 na nowym cmentarzu parafialnym w dzielnicy Leśna Dolina, przy ulicy św. Andrzeja Boboli 67 zbudowano cerkiew św. Eufrozyny Połockiej, konsekrowaną 1 listopada 1993.
W 1998 sobór św. Mikołaja po raz drugi w swej historii gościł Patriarchę Ekumenicznego (Konstantynopolitańskiego). W  dniu 14 października 1998 do Białegostoku przybył Jego Świątobliwość Patriarcha Bartolomeusz I, który wraz z Jego Eminencją Metropolitą Sawą i innymi hierarchami przewodniczył uroczystemu nabożeństwu w katedrze św. Mikołaja.

## Świątynia parafialna
Obecna katedra diecezji białostocko-gdańskiej powstała w bezpośrednim sąsiedztwie XVIII-wiecznej, drewnianej cerkwi filialnej parafii św. Eliasza w Dojlidach; cerkiew tę rozebrano po 1840. Nową świątynię wzniesiono w latach 1843–1846 w stylu klasycyzmu rosyjskiego (połączenie klasycyzmu i bizantynizmu, pod wpływem prądów budownictwa cerkiewnego, płynących z Petersburga), na planie krzyża greckiego. Projektant cerkwi to najprawdopodobniej Konstantyn Thon. W południowym skrzydle cerkwi znajdują się obecnie (od 22 września 1992) relikwie św. Gabriela Zabłudowskiego.

## Wykaz proboszczów
- 1844–1846 – ks. Atanazy Łopuszyński[4]
- 1846–1883 – ks. Jan Sitkiewicz
- 1883–1910 – ks. Paweł Zieliński
- 1910–1915 – ks. Józef Guszkiewicz
- 1915–1918 – przerwa w działalności parafii (bieżeństwo)
- 1918–1952 – ks. Józef Guszkiewicz
- 1952–1970 – ks. Wiaczesław Rafalski
- 1970–2004 – ks. Serafim Żeleźniakowicz
- 2004–2007 – ks. Anatol Ławreszuk
- od 2007 – ks. Jan Fiedorczuk